# Festival Internacional de Cine de Morelia
El Festival Internacional de Cine de Morelia (FICM) es un festival cinematográfico mexicano creado en 2002, con sede en la ciudad de Morelia, capital del estado de Michoacán. Fue creado por Daniela Michel, Alejandro Ramírez y Cuauhtémoc Cárdenas Batel con la misión de impulsar a los nuevos talentos del cine nacional, incrementar la oferta cinematográfica en México y promover en el mundo el cine mexicano.
Además de la selección oficial, compuesta por películas mexicanas, su programación se complementa con una selección de estrenos mexicanos e internacionales, retrospectivas, conferencias, talleres y eventos especiales.
El festival es organizado por una asociación civil sin fines de lucro que recibe financiamiento de instituciones públicas como de la iniciativa privada. Sus principales patrocinadores son Cinépolis, el gobierno del Estado de Michoacán y la Secretaría de Cultura del Gobierno de México.

## Historia
El Festival Internacional de Cine de Morelia (FICM) tiene sus orígenes en las Jornadas de Cortometraje Mexicano en la Cineteca Nacional, un evento creado en 1994 por Daniela Michel y Enrique Ortiga para agrupar y difundir el trabajo de jóvenes directores mexicanos.
En 2001, Michel le propuso a Alejandro Ramírez, en ese entonces director general de operaciones de la Organización Ramírez, llevar a Morelia las Jornadas de Cortometraje Mexicano para descentralizar la exhibición de las obras de nuevos talentos nacionales y continuar con la promoción del trabajo de una generación de realizadores.
A principios de 2002, el arquitecto y promotor cultural michoacano, Cuauhtémoc Cárdenas Batel, quien ya tenía la intención de realizar un encuentro de cine en el estado, se unió al proyecto. Los tres vincularon sus ideas y le dieron forma a lo que se convertiría en el Festival Internacional del Cine de Morelia.
El primer FICM se realizó del 3 al 10 de octubre de 2003. En la primera edición, la competencia estuvo constituida exclusivamente por cortometrajes y documentales. En 2004 se agregó a la competencia la sección de obras michoacanas y, en 2007, los largometrajes mexicanos —óperas primeras y segundas películas—. En 2013, la competencia de largometraje amplió su convocatoria para todos los directores mexicanos, tanto noveles como consagrados.
El FICM ha sido parte del crecimiento y desarrollo de toda una generación de cineastas mexicanos que presentaron sus primeros cortometrajes en el festival para luego volver con sus óperas primas, como el caso de Elisa Miller, Matías Meyer, Jorge Michel Grau, Álvaro Curiel, Kyzza Terrazas, Nicolás Pereda, Rigoberto Perezcano, Alejandro Iglesias Mendizábal, Daniel Castro Zimbrón, Mariana Chenillo, Michel Lipkes, entre otros.

## Secciones en competencia y premios

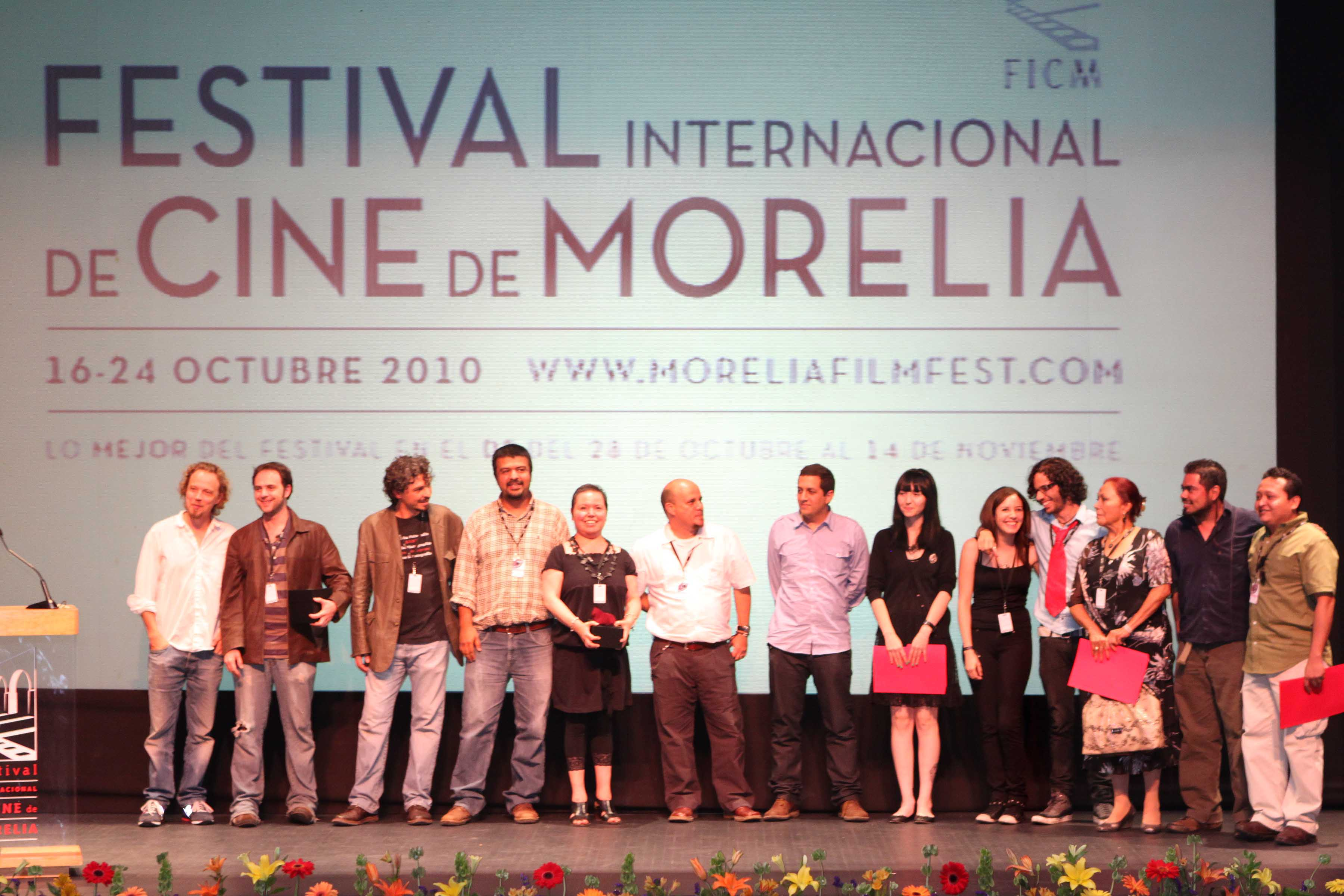
Ganadores FICM 2010

Las secciones en competencia que conforman la selección oficial son:
- Largometraje Mexicano
- Documental Mexicano
- Cortometraje Mexicano
- Sección Michoacana

Los premios oficiales que se otorgan durante el festival son:
- Ojo a Primer o Segundo Largometraje Mexicano
- Ojo a Largometraje Mexicano
- Ojo a Mejor Director de Largometraje Mexicano
- Ojo a Mejor Actriz de Largometraje Mexicano
- Ojo a Mejor Actor de Largometraje Mexicano
- Ojo a Largometraje Documental Mexicano
- Ojo a Cortometraje de Animación Mexicano
- Ojo a Cortometraje Documental Mexicano
- Ojo a Cortometraje de Ficción Mexicano
- Ojo de la Sección Michoacana

El Ojo es una escultura diseñada especialmente para el FICM por el artista michoacano Javier Marín.
Además, el festival organiza un Concurso Michoacano de Guion de Cortometraje, en el cual participan guiones escritos por autores michoacanos de nacimiento o residentes en Michoacán.
Desde 2014, el FICM incluye una Selección de Cortometraje Mexicano en Línea, compuesta por algunos cortometrajes de la Selección Oficial. Estos trabajos están disponibles en internet de manera gratuita para todo el mundo durante la semana del festival, y concursan por el Premio a Cortometraje Mexicano en Línea, otorgado por el público.

## Selección fílmica
La selección fílmica del festival está compuesta por una minuciosa selección de películas nacionales e internacionales.
Cada año, el FICM celebra a una figura importante del cine mexicano nacida en Michoacán. En años anteriores, el festival ha rendido homenaje a los realizadores Miguel Contreras Torres, Fernando Méndez y los Hermanos Alva; a los cinefotógrafos Ezequiel Carrasco y José Ortiz Ramos; a las actrices Stella Inda, Fanny Cano y Lilia Prado; a los actores Julio Alemán y Damián Alcázar, y al compositor Chucho Monge, al escritor José Ruben Romero. [cita requerida]

## Ganadores

### Sección de Largometraje Mexicano
|      | Edición | Largometraje Mexicano                         | Dirección                        | Referencias |
| ---- | ------- | --------------------------------------------- | -------------------------------- | ----------- |
| 2024 | 22°     | Sujo                                          | Astrid Rondero, Fernanda Valadez | [ 7 ]       |
| 2023 | 21°     | Tótem                                         | Lila Avilés                      | [ 8 ]       |
| 2022 | 20°     | El norte sobre el vacío                       | Alejandra Márquez Abella         | [ 9 ]       |
| 2021 | 19°     | 50 (o dos ballenas se encuentran en la playa) | Jorge Cuchí                      | [ 10 ]      |
| 2020 | 18°     | Sin señas particulares                        | Fernanda Valadez                 | [ 11 ]      |
| 2019 | 17°     | Ya no estoy aquí                              | Fernando Frías                   | [ 12 ]      |
| 2018 | 16°     | La Camarista                                  | Lila Avilés                      | [ 13 ]      |
| 2017 | 15°     | Oso polar                                     | Marcelo Tobar                    | [ 14 ]      |
| 2016 | 14°     | El vigilante                                  | Diego Ros                        | [ 15 ]      |
| 2015 | 13°     | Yo                                            | Matías Meyer                     | [ 16 ]      |
| 2014 | 12°     | Carmín tropical                               | Rigoberto Perezcano              | [ 17 ]      |
| 2013 | 11°     | Workers                                       | José Luis Valle                  | [ 18 ]      |
| 2012 | 10°     | No quiero dormir sola                         | Natalia Beristain                | [ 19 ]      |
| 2011 | 9°      | El premio                                     | Paula Markovitch                 | [ 20 ]      |
| 2010 | 8°      | Las marimbas del infierno                     | Julio Hernández Cordón           | [ 21 ]      |
| 2010 | 8°      | Tierra madre                                  | Dylan Verrechia, Aidée González  | [ 22 ]      |
| 2009 | 7°      | Alamar                                        | Pedro González-Rubio             | [ 23 ]      |
| 2008 | 6°      | Los bastardos                                 | Amat Escalante                   | [ 24 ]      |
| 2007 | 5°      | ¿Dónde están sus historias?                   | Nicolás Pereda                   | [ 25 ]      |

### Sección de Documental Mexicano
|      | Documental Mexicano                | Dirección                                                      |
| ---- | ---------------------------------- | -------------------------------------------------------------- |
| 2024 | Li cham                            | Ana Ts'uyeb                                                    |
| 2023 | El eco                             | Tatiana Huezo                                                  |
| 2022 | Malitzin 17                        | Mara Polgovsky y Eugenio Polgovsky                             |
| 2021 | Las Hostilidades                   | Sebastián Molina Ruíz                                          |
| 2020 | Tu'un Savi                         | Uriel López España                                             |
| 2019 | El guardián de la memoria          | Marcela Arteaga                                                |
| 2018 | Una corriente salvaje              | Nuria Ibáñez Castañeda                                         |
| 2017 | Rush Hour                          | Luciana Kaplan                                                 |
| 2016 | Bellas de noche                    | María José Cuevas                                              |
| 2015 | Los reyes del pueblo que no existe | Betzabé García                                                 |
| 2014 | La danza del hipocampo             | Gabriela D. Ruvalcaba                                          |
| 2013 | El cuarto desnudo                  | Nuria Ibáñez                                                   |
| 2012 | Inori                              | Pedro González-Rubio                                           |
| 2011 | Silvestre Pantaleón                | Jonathan Amith, Jonathan Olivares Ruiz y Roberto Olivares Ruiz |
| 2010 | El Varal                           | Marta Ferrer                                                   |
| 2009 | Presunto culpable                  | Roberto Hernández, Roberto Smith y Geoffrey Smith              |
| 2008 | Trazando Aleida                    | Christiane Burkhard                                            |
| 2007 | Mi vida dentro                     | Lucía Gajá                                                     |
| 2006 | La palomilla salvaje               | Gustavo Gamou                                                  |
| 2005 | Toro negro                         | Carlos Armella, Carlos González-Rubio y Pedro González-Rubio   |
| 2004 | Trópico de Cáncer                  | Eugenio Polgovsky                                              |
| 2003 | Niños de la calle                  | Eva Aridjis                                                    |

### Sección de Cortometraje Mexicano
|      | Animación                                                                           | Ficción | Documental                                                               |
| ---- | ----------------------------------------------------------------------------------- | --- | ------------------------------------------------------------------------ |
| 2024 | La mancha negra de Yareni Velázquez Mendoza                                         | Spiritum de Adolfo Margulis                                                                                  | Buscando un burro de Juan Vicente Manrique                               |
| 2023 | Nube, de Christian Arredondo Narváez, y Diego Alonso Sánchez de la Barquera Estrada | Xquipi (Ombligo), de Juan Pablo Villalobos Díaz                                                              | África, de Salvador Santana II                                           |
| 2022 | La ciudad, de Camila Uboldi y Andreas Papacostas                                    | Una mano bajo la nieve, de José Esteban Pablovich                                                            | Las cosas que te digo, de Daniela Silva Solórzano                        |
| 2021 | La odisea espeleológica de Sócrates, de Aria Covamonas                              | Al motociclista no le cabe la felicidad en el traje, de Gabriel Herrera                                      | Yollotl (Corazón), de Fernando Colín Roque                               |
| 2020 | Our Perpetual Now, de Jorge Aguilar Rojo                                            | Pinky Promise, de Indra Villaseñor Amador                                                                    | (((((/*\))))) (Ecos del volcán), de Saúl Kak y Charles Fairbanks         |
| 2019 | Eclosión, de Rita Basulto                                                           | Encuentro, de Iván Löwenberg                                                                                 | Tuyuku (Ahuehuete), de Nicolás Rojas Sánchez                             |
| 2018 | 32-Rbit, de Víctor Orozco Ramírez                                                   | La chica de dos cabezas, de Betzabé García                                                                   | El peso de los caídos, de Gastón Andrade                                 |
| 2017 | Cerulia, de Sofía Carrillo                                                          | Vuelve a mí, de Daniel Nájera Betancourt                                                                     | Relato Familiar, de Sumie García                                         |
| 2016 | Taller de corazones, de León Fernández                                              | Verde, de Alonso Ruizpalacios                                                                                | Juan Perros, de Rodrigo Imaz                                             |
| 2015 | Rebote, de Nuria Menchaca                                                           | Bosnian Dream, de Sergio Flores Thorija                                                                      | El Buzo, de Esteban Arrangoiz J                                          |
| 2014 | 9:30 am, de Alfonso de la Cruz                                                      | Ramona, de Giovanna Zacarías                                                                                 | El sudor de la agonía, de Mariano Rentería Garnica                       |
| 2013 | La casa triste, de Sofía Carrillo                                                   | La banqueta, de Anaïs Pareto Onghena                                                                         | Las montañas invisibles, de Ángel Linares                                |
| 2012 | Las tardes de Tintico, de Alejandro García Caballero                                | Para armar un helicóptero, de Izabel Acevedo                                                                 | Paradero Norte, de Daniel Ulacia                                         |
| 2011 | Prita Noire, de Sofía Carrillo Érase una vez, de Alejandro Ríos                     | Mari Pepa, de Samuel Isamu Kishi Leopo                                                                       | Réquiem para la eternidad, de Alberto Resendiz Gómez                     |
| 2010 | Ponkina, de Beatriz Herrera Carrillo                                                | La mina de oro, de Jacques Bonnavent                                                                         | Carne que recuerda, de Dalia Huerta Cano                                 |
| 2009 | ¿Y el agua?, de Dominique Jonard                                                    | Señora Pájaro, de Véronique Decroux                                                                          | El suicidio del tiempo: Pável González, de Daniel González Olvera        |
| 2008 | Jacinta, de Karla Castañeda                                                         | La canción de los niños muertos, de David Pablos                                                             | Zoogocho, de Bernardo Arellano                                           |
| 2007 |                                                                                     | Fénix, de Fernanda Romandía Peces plátano, de Natalia Beristáin La caja de Yamasaki, de José Manuel Cravioto |                                                                          |
| 2006 | El doctor, de Suzan Pitt                                                            | Ver llover, de Elisa Miller                                                                                  |                                                                          |
| 2005 | Esfera, de Luis Felipe Hernández Alanís                                             | David, de Roberto Fiesco                                                                                     | Teatro mágico, de Jaime Munguía Ortiz                                    |
| 2004 | De raíz, de Carlos Carrera                                                          | El pasajero, de Matías Meyer                                                                                 | Bendita Muerte, de Alejandro Jiménez Ramos, Érika Mercado y Mario Trueba |
| 2003 | La historia de todos, de Blanca Xóchitl Aguerre                                     | La luna de Antonio, de Diana Cardozo Benia                                                                   | The Sixth Section, de Alex Rivera                                        |

### Sección Michoacana
|      | Sección Michoacana                | Dirección                                |
| ---- | --------------------------------- | ---------------------------------------- |
| 2024 | Impronta                          | Rafael Martínez-García                   |
| 2023 | Tan cerca de las nubes            | Manuel Cañibe                            |
| 2022 | La colonial                       | David Buitrón Fernández                  |
| 2021 | La libertad interna               | Porfirio López Mendoza                   |
| 2020 | Voces en la línea                 | Jessica Herreman                         |
| 2019 | Maliblue                          | Edson Contreras Ornelas                  |
| 2018 | El amor dura tres meses           | Rafael Martínez García                   |
| 2017 | La Palabra de la cueva            | Noé Martínez, Jorge Scobell y María Sosa |
| 2016 | Esto es lo que me tocó            | Alexa Gutiérrez                          |
| 2015 | Donde nunca morirás               | Héctor Alexis Estrada García             |
| 2014 | Nunca regreses                    | José Leonardo Díaz Vega                  |
| 2013 | Tiempos supermodernos             | Lubianca Durán                           |
| 2012 | Epilepsia Tinajero                | Salvador Ponce                           |
| 2011 | Cuanajillo: La historia sin agua  | Stefan Guzmán Sotelo                     |
| 2010 | Amaren Ideia. La idea de mi madre | Maider Oleaga                            |
| 2009 | Nebraska                          | Adrián Ortiz Maciel                      |
| 2008 | Clandestino                       | Juan Pablo Arroyo y Edurne Farías        |
| 2007 | Axuni Atari (Cazador de venados)  | Raúl Máximo Cortés                       |
| 2006 | Backslider (Reincidente)          | Antonio Flores Orozco                    |
| 2005 | Cheranasticotown                  | Dante Cerano Bautista y Eduviges Tomás   |
| 2004 | Bio-Bit                           | Manuel Cisneros Verduzco                 |

## Impulso Morelia
En 2015, se creó la iniciativa Impulso Morelia, la cual muestra durante el festival, un programa exclusivo de largometrajes mexicanos en postproducción (documentales y ficciones) para que sean presentados, por sus respectivos equipos, en funciones cerradas a expertos de la industria. Programadores de festivales nacionales e internacionales, críticos, productores, distribuidores y agentes de ventas participan en esta oportunidad única dirigida al diálogo constructivo y directo sobre los proyectos elegidos. 
Además, en cada edición de Impulso Morelia se otorgan distintos reconocimientos y apoyos destinados a contribuir a la conclusión, promoción y circulación de las propuestas. Las sesiones son conducidas por José María Riba, delegado general de la Académie des Lumières.

## Invitados especiales
Desde su primera edición, por el FICM han desfilado figuras importantes del cine mexicano e internacional como Olivier Assayas, Javier Bardem, Demián Bichir, Juliette Binoche, Laurent Cantet, Alfonso Cuarón, Geraldine Chaplin, Willem Dafoe, Bruno Dumont, Amat Escalante, Stephen Frears, Thierry Frémaux, Rodrigo García, Gael García Bernal, Terry Gilliam, Richard Glatzer, Alejandro González Iñárritu, Salma Hayek, Peter Greenaway, Todd Haynes, Michel Hazanavicius, Werner Herzog, Isabelle Huppert, Abbas Kiarostami, Dieter Kosslick, Alejandro Jodorowsky, Tommy Lee Jones, Jennifer Lawrence, Sebastián Lelio, Diego Luna, Lucrecia Martel, Cristian Mungiu, Gregory Nava, Bulle Ogier, Manoel de Oliveira, Marisa Paredes, Pawel Pawlikowski, Arthur Penn, Nicolas Philibert, Chema Prado, María Rojo, Diana Bracho, Blanca Guerra, Bob Rafelson, Édgar Ramírez, Carlos Reygadas, Pierre Rissient, Robert Rodriguez, Tim Roth, Raúl Ruiz, Volker Schlöndorff, Whit Stillman, John Sayles, Jerry Schatzberg, Barbet Schroeder, Steven Soderbergh, Quentin Tarantino, Béla Tarr, Audrey Tautou, Bertrand Tavernier, Guillermo del Toro, Gus Van Sant y Wash Westmoreland.

## Alianzas y colaboraciones
Desde 2003, el FICM mantiene una alianza con la Semana de la Crítica, sección paralela del Festival de Cannes. Una selección de películas de la Semana de la Crítica se presenta en Morelia con la presencia de sus realizadores, mientras que una selección de trabajos ganadores del FICM se presentan en una función especial de la Semana de la Crítica.
El festival está oficialmente reconocido desde el 2008 por la Academia de Artes y Ciencias Cinematográficas (AMPAS) de Estados Unidos, por lo que los cortometrajes ganadores en las categorías de Ficción, Documental y Animación, así como los documentales ganadores del Ojo a Largometraje Documental Mexicano, pueden ser considerados para la nominación al Oscar. Asimismo, en 2018 la AMPAS seleccionó al Festival Internacional de Cine de Morelia para formar parte de su Documentary Feature Qualifying Festival List, una lista de festivales selectos con jurado designado en el que los largometrajes documentales ganadores podrán ser elegibles automáticamente para la consideración del Oscar en la categoría de Mejor Largometraje Documental.
En 2017, la Orquesta Filarmónica de Los Ángeles, dirigida por Gustavo Dudamel, interpretó un programa de música de cine mexicano, creada en conjunto por el cineasta mexicano Alejandro González Iñárritu y por Daniela Michel, fundadora y directora general del FICM.
Como parte de las actividades de promoción en el mundo del cine nacional, el FICM presentó en el Museo de Arte Moderno de Nueva York tres ciclos de películas curados con el apoyo de la Cineteca Nacional, la Filmoteca de la UNAM y Fundación Televisa: “Mexico at Midnight: Film Noir from Mexican Cinema’s Golden Age” en 2015, “Julio Bracho and the Golden Age of Mexican Cinema”, en 2017; y “El Indio: The Films of Emilio Fernández”, en 2018.

## Sedes
Durante la semana del festival, la mayoría de las actividades se desarrollan en Cinépolis Morelia Centro. Este recinto, ubicado en el centro histórico de Morelia, fue fundado en 1957 por el empresario Enrique Ramírez Miguel.
El festival también se lleva a cabo en Cinépolis Las Américas y en diversos recintos de la ciudad como teatros, auditorios y plazas públicas. En el centro histórico, se han realizado funciones en la Plaza Valladolid, la cerrada de San Agustín, la Plaza Benito Juárez, la Plaza de Armas, así como en el Teatro Melchor Ocampo, el Conservatorio de las Rosas y la Casa Natal de Morelos. Además se realizan algunas funciones especiales, como la de inauguración, en el Teatro Morelos, así como proyecciones en el Teatro Emperador Caltzontzin en la ciudad de Pátzcuaro. Desde la edición del 2022, el festival se realiza también en el Teatro Mariano Matamoros.